# Barming
Barming es una parroquia civil del distrito de Maidstone, en el condado de Kent (Inglaterra).

## Geografía
Según la Oficina Nacional de Estadística británica, Barming tiene una superficie de 3,64 km².

## Demografía
Según el censo de 2001, Barming tenía 1654 habitantes (48,49% varones, 51,51% mujeres) y una densidad de población de 454,4 hab/km². El 16,75% eran menores de 16 años, el 72,85% tenían entre 16 y 74 y el 10,4% eran mayores de 74. La media de edad era de 44,67 años. Del total de habitantes con 16 o más años, el 17,57% estaban solteros, el 68,34% casados y el 14,09% divorciados o viudos.
El 94,8% de los habitantes eran originarios del Reino Unido. El resto de países europeos englobaban al 1,75% de la población, mientras que el 3,45% había nacido en cualquier otro lugar. Según su grupo étnico, el 97,57% eran blancos, el 0,18% mestizos, el 1,82% asiáticos, el 0,18% negros y el 0,24% chinos. El cristianismo era profesado por el 78,64%, el budismo por el 0,79%, el hinduismo por el 0,73%, el islam por el 0,3% y cualquier otra religión, salvo el judaísmo y el sijismo, por el 0,54%. El 10,47% no eran religiosos y el 8,53% no marcaron ninguna opción en el censo.
751 habitantes eran económicamente activos, 736 de ellos (98%) empleados y 15 (2%) desempleados. Había 682 hogares con residentes y 4 vacíos.